# Heinrich Jacob van Bashuysen

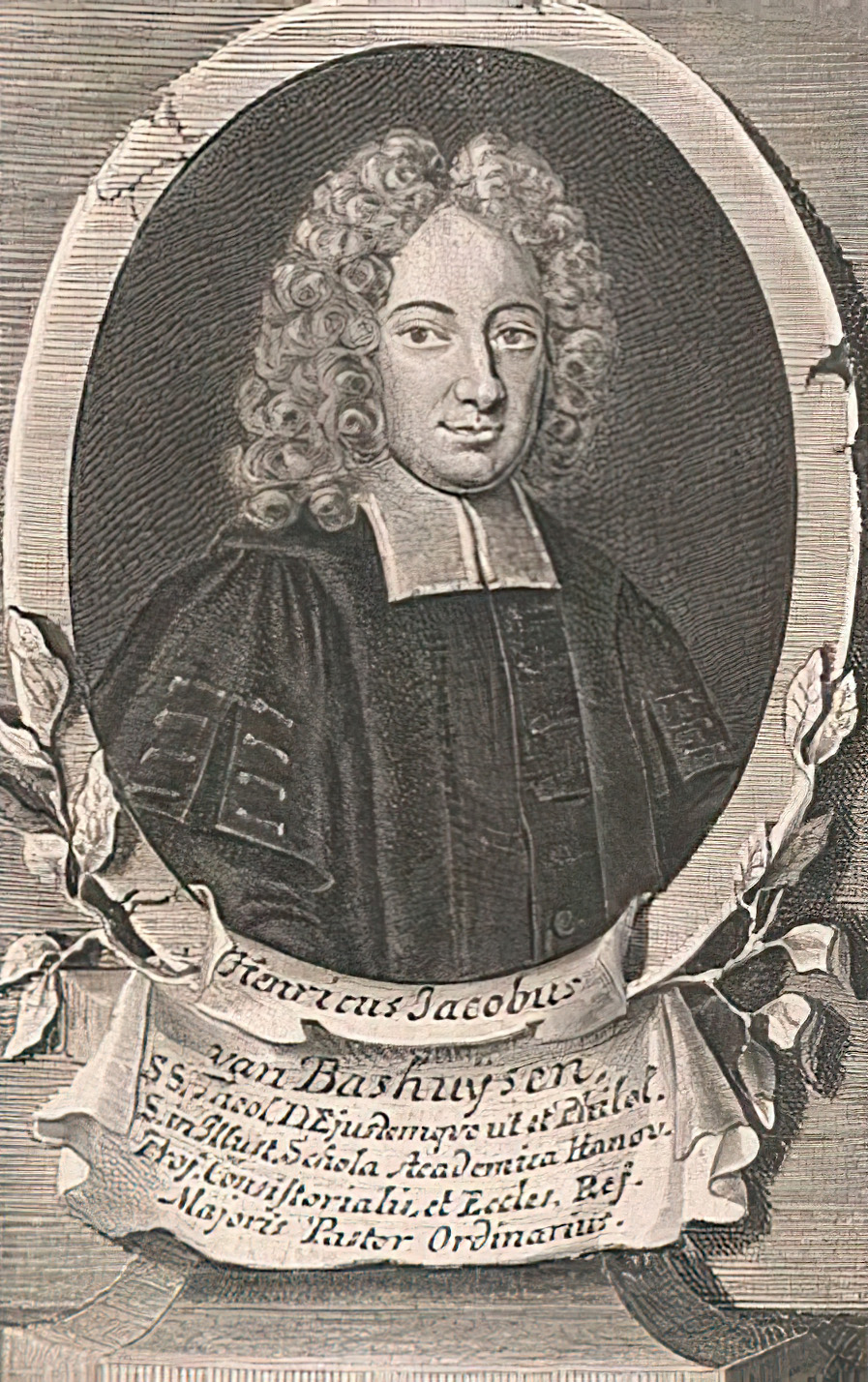
Heinrich Jacob van Bashuysen, ca. 1717

Heinrich Jacob van Bashuysen (* 26. Oktober 1679 in Hanau; † 31. Dezember 1758 in Zerbst) war ein deutscher reformierter Pfarrer und Orientalist.

## Ausbildung
Heinrich Jacob van Bashuysen stammte aus einer Familie, die in der Neustadt von Hanau lebte. Sein Vater war Wouter (Walter) van Bashuysen († 1709), Pfarrer der reformierten Niederländischen Gemeinde in der Stadt. Heinrich Jacob van Bashuysen besuchte 1689 die Quarta des Pädagogiums der Hohen Landesschule in Hanau. Er studierte 1696 in Bremen, 1697 in Leiden und 1698 in Franeker. In Hanau, Bremen und Franeker war er ein Schüler von Nicolaus Gürtler.

## Lehrtätigkeit
1701 wurde Heinrich Jacob van Bashuysen außerordentlicher Professor für Orientalische Sprachen und Kirchengeschichte an der Hohen Landesschule in Hanau. Er war der erste in Hanau geborene Professor dieses Akademischen Gymnasiums. 1703 übernahm er den zweiten Lehrstuhl für Theologie an der Hohen Landesschule. Kurz darauf wechselte er innerhalb der Reformierten Kirche der Grafschaft Hanau in die Obergrafschaft, als Pfarrer nach Steinau an der Straße. Zu seinen dortigen Aufgaben gehörte auch die Schulaufsicht über das Gymnasium in Schlüchtern, an dem er Hebräisch als Unterrichtsfach einführte.
Am 9. Februar 1707 wurde er an der Universität Duisburg zum Doktor der Theologie (D. Theol.) promoviert. Er wechselte als Pfarrer nach Hanau und wurde dort an der Hohen Landesschule zum ersten Professor für Theologie berufen und war 1713 bis 1716 deren Rektor. Auch hier führte er Hebräisch als Unterrichtsfach ein. Anschließend wechselte er in derselben Funktion an das akademische Gymnasium Francisceum in Zerbst, wo er Johann Daniel Cramer (1672–1715) folgte, der zuvor ebenfalls Professor an der Hohen Landesschule in Hanau gewesen war. Als Rektor des Gymnasiums in Zerbst war er für dessen Niedergang wegen Streitereien mit anderen Theologen verantwortlich. Zusätzlich war er als Pfarrer in Zerbst tätig.

## Wissenschaftler
Heinrich Jacob van Bashuysen verfasste über 100 wissenschaftliche Veröffentlichungen in den Bereichen Orientalistik und Hebraistik, darunter Lehrbücher für Hebräisch. Um einen Talmud veröffentlichen zu können, richtete er zusammen mit Seligman Reus in seinem Haus in Hanau eine Druckerei ein, die Typographia Orientalis. Bei seinem Wechsel nach Zerbst verkaufte Heinrich Jacob van Bashuysen die Druckerei an Johann Jakob Beausang.
Heinrich Jacob van Bashuysen war seit dem 9. März 1712 Mitglied der Preußischen Akademie der Wissenschaften und war weiter Mitglied der Society for Promoting Christian Knowledge in London. Seine Verbindungen erstreckten sich zu August Hermann Francke in Halle an der Saale und zum preußischen Hofprediger Daniel Ernst Jablonski.

## Familie
Verheiratet war er mit Anna Clara Herpfer (1679–1748), die ebenfalls aus der niederländischen Gemeinde in Hanau stammte und deren Vater, Johann Daniel Herpfer, Syndicus der Neustadt Hanau war. Ihre Kinder waren:
- Walter van Bashuysen (1704–1756), 1734–1756 Pfarrer in Niederrodenbach, verheiratet mit Elisabetha Magdalena Grimm (1710–1784), einer Tochter von Friedrich Grimm, dem Urgroßvater der Brüder Grimm.
- Philippine Margarete
- Johann Daniel (1707–1710)
- Maria Christine Mathilde (1709–1710)
- Isaak (* 1711), im akademischen Gymnasium Francisceum in Zerbst 1727 immatrikuliert
- Perpetua Friderica (1713–1746)
- Wilhelm Heinrich van Bashuysen, (1716–1737)